# Comité Paralímpico Tayiko
El Comité Paralímpico Tayiko es el comité paralímpico nacional que representa a Tayikistán. Esta organización es la responsable de las actividades deportivas paralímpicas en el país. Es miembro del Comité Paralímpico Internacional y del Comité Paralímpico Asiático.